# 沖縄かりゆしFC
沖縄かりゆしFC（おきなわかりゆしフットボールクラブ）は、沖縄県那覇市を本拠地として2010年1月まで活動していたサッカークラブである。

## 概要・歴史
1999年6月、沖縄県最大のホテルグループである「かりゆしホテルグループ」がスポンサーとなり、かりゆしホテルズFCとして発足。同年の天皇杯沖縄県予選でいきなり準優勝に輝く。翌2000年は第36回全国社会人サッカー選手権大会に出場を果たすと、沖縄県社会人サッカーリーグでは3部東部ブロックで優勝し、1部へ飛び級昇格。
チームが本格的にJリーグ参戦を目指すようになったのは2001年。3月に「株式会社沖縄かりゆしフットボールクラブ」としてクラブの法人化を行い、沖縄かりゆしFCに改称。元ヴェルディ川崎のラモス瑠偉を選手兼テクニカルディレクターとして招聘し、サテライト（2軍）組織「かりゆしサウシーシャ」（県社会人リーグ所属）、ユース組織も確立した。同年は天皇杯沖縄県予選で優勝し、第81回天皇杯に初出場。沖縄県リーグ1部も全勝優勝し、九州各県リーグ決勝大会を制して九州サッカーリーグに昇格。
2002年は九州リーグを無敗で制し、第38回全国社会人サッカー選手権大会ではホンダルミノッソ狭山FCと延長戦の末0-0の同点で両チーム優勝。JFL昇格を賭けた第26回全国地域リーグ決勝大会では、アイン食品にPK戦で敗れたことが響き1次ラウンド敗退となった。なお、同年10月にラモスがTDを解任され、12月には所属選手22人中21人が退団の意思を表明した。その後、退団した選手やラモスが中心となって新クラブ「FC琉球」を結成した。
2003年は加藤久がGM兼監督に就任し、多数の新加入選手を迎えた。九州リーグを連覇したが、第27回全国地域リーグ決勝大会では静岡FCにPK戦で敗れたことが響き、またも1次ラウンド敗退。第83回天皇杯1回戦ではJ2のサガン鳥栖を破った。
2004年5月、かりゆしが同シーズン限りでスポンサードを打ち切る意向を表明し、同年9月に加藤監督以下当時の所属選手27人全員が退団することを発表した。九州リーグではホンダロックに及ばず2位に終わったが、同年10月の第40回全国社会人サッカー選手権大会ではホンダルミノッソ狭山FCと死闘を演じ、0-0の同点（延長戦が台風のため行われなかった）で両チーム優勝に輝いた。年末にはトップチームの選手に続き下部組織の選手113人全員が退団し、加藤が代表となって「ヴィクサーレ沖縄」を設立した。
2005年はサテライト組織の「かりゆしサウシーシャ」所属選手を中心としたチーム再編を推し進め、九州リーグに引き続き参戦。8位で辛くも残留を果たす。
2007年、天皇杯沖縄県予選でJFLのFC琉球を延長戦の末破り、第87回天皇杯に出場。クラブ初の3回戦進出を果たす。第43回全国社会人サッカー選手権大会ではベスト4に輝いた。しかしシーズン終了後、次年度以降はプロ契約選手への給与の支給を打ち切り、遠征費など諸経費のみを負担する方針を固めた。チームの運営費用の負担が年々増大していることからチーム存続のための経費削減策で、「少なくとも2010年までの3年計画で負債を返済し、九州リーグに生き残ることだけを考えて取り組む」という姿勢を打ちだした。
その再建3か年計画の初年となった2008年は、ホンダロックやV・ファーレン長崎を抑え、5年ぶりとなる九州リーグ優勝を果たし、第88回天皇杯では2年連続で3回戦に進出する。第32回全国地域サッカーリーグ決勝大会1次ラウンドでは、決勝ラウンド進出のために最終戦で2点差以上の勝利が必要であったが1-2で敗れ、1次ラウンド最下位で残留。一方、最終戦の相手であったホンダロックはこの勝利によって決勝ラウンドに進出、最終的にJFL昇格を果たすという対照的な結果に終わった。
2009年は九州リーグで連覇を達成、第89回天皇杯に3年連続出場を果たすも、第33回全国地域サッカーリーグ決勝大会は1次ラウンドで敗れた。大会終了後の12月10日、2010年1月末でクラブを解散すると発表。與那嶺茂代表は、クラブが約6000万円の累積赤字を抱えており、さらに年間の運営費が6000万円程度掛かることを挙げ、「来季の運営費を捻出できないのが一番の大きな理由。創部11年で苦渋の決断」と説明。Jリーグ参戦の前に、JFL昇格を果たせないばかりか、チーム再建3カ年計画の最終年を待たずして、チームは事実上の休部となった。クラブは存続を前提として県内外の企業と譲渡先の交渉を進めたが、所定期間内に受け皿となる企業が見つからなかった場合は九州リーグへの復帰ができない可能性も示唆されていた 。所属選手の一部は、以前に沖縄かりゆしFCから分離・独立したFC琉球に移籍した。

## チーム名の由来
「かりゆし」とは、沖縄県の言葉で、「幸せ」や「縁起の良いこと」を意味する言葉。「（沖縄）県民の夢と希望、そして活力を与えるチーム作りを目指そう」と言う意図で、付けられた。

## 成績・歴代監督
| 年度 | 所属        | 順位 | 勝点 | 試合 | 勝 | PK勝 | 分 | PK敗 | 敗 | 得点 | 失点 | 差  | 天皇杯     | 監督     |
| ---- | ----------- | ---- | ---- | ---- | -- | ---- | -- | ---- | -- | ---- | ---- | --- | ---------- | -------- |
| 2000 | 沖縄県3部東 | 優勝 |      |      |    | -    | 0  | -    | 0  |      |      |     |            | 瀧田一之 |
| 2001 | 沖縄県1部   | 優勝 | 27   | 9    | 9  | -    | 0  | -    | 0  |      |      |     | 1回戦      | 瀧田一之 |
| 2002 | 九州        | 優勝 | 53   | 18   | 17 | 1    | -  | 0    | 0  | 79   | 14   | 65  | 1回戦      | 瀧田一之 |
| 2003 | 九州        | 優勝 | 54   | 22   | 16 | 2    | -  | 2    | 2  | 73   | 14   | 59  | 2回戦      | 加藤久   |
| 2004 | 九州        | 2位  | 44   | 18   | 14 | 1    | -  | 0    | 3  | 54   | 15   | 39  | 県予選敗退 | 加藤久   |
| 2005 | 九州        | 8位  | 13   | 18   | 3  | 1    | -  | 2    | 12 | 18   | 48   | -30 | 県予選敗退 | 與那嶺茂 |
| 2006 | 九州        | 5位  | 27   | 16   | 9  | 0    | -  | 0    | 7  | 36   | 33   | 3   | 県予選敗退 | 與那嶺茂 |
| 2007 | 九州        | 6位  | 32   | 20   | 9  | 2    | -  | 1    | 8  | 44   | 40   | 4   | 3回戦      | 仲本洋   |
| 2008 | 九州        | 優勝 | 47   | 18   | 15 | 1    | -  | 0    | 2  | 56   | 16   | 40  | 3回戦      | 仲本洋   |
| 2009 | 九州        | 優勝 | 42   | 16   | 12 | 3    | -  | 0    | 1  | 54   | 16   | 38  | 2回戦      | 仲本洋   |

## タイトル

### リーグ戦
- 九州サッカーリーグ：4回
  - 2002年、2003年、2008年、2009年

### カップ戦
- 全国社会人サッカー選手権大会：2回
  - 2002年、2004年

## ユニフォーム
チームカラーはオレンジとマリンブルー。沖縄の太陽と海をイメージしている。

## 所属選手
最終シーズン(2009年)所属スタッフを記す
| 役職 | 氏名   |
| 監督 | 仲本洋 |

最終シーズン(2009年)所属選手をポジション順に記す
| Pos | No. | 選手名   | 前所属                 | 移籍先                         |
| GK  | 01  | 當眞嗣高 | かりゆしFC             |                                |
| GK  | 21  | 高橋信幸 | 1.FCザールブリュッケン | デッツォーラ島根               |
| DF  | 02  | 杉本勇樹 | 鹿屋体育大学           | FC KAGOSHIMA                   |
| DF  | 03  | 堀内省吾 | ホンダロックSC         | HOYO Atletico ELAN             |
| DF  | 07  | 飯島慎   | 順天堂大学             | FC琉球                         |
| DF  | 08  | 島袋琢也 | 沖縄市SC               |                                |
| DF  | 22  | 堀健一   | 沼津香陵クラブ         |                                |
| MF  | 05  | 塗師亮   | 早稲田大学             | 東京ヴェルディ                 |
| MF  | 10  | 関隆倫   | ファジアーノ岡山       | FC琉球                         |
| MF  | 14  | 小寺一生 | 佐川印刷SC             | FC琉球                         |
| MF  | 16  | 渡辺晋平 | 三菱自動車水島FC       |                                |
| MF  | 17  | 遠山深   | FC岐阜                 | tonan前橋                      |
| MF  | 23  | 樋口富夫 | 国士舘大学             | ヴォラドール松江               |
| MF  | 28  | 臼井祥   | 大山高校               | 日本ウェルネススポーツ専門学校 |
| MF  | 29  | 石井仁志 | 埼玉栄高校             | 尚美学園大学                   |
| FW  | 09  | 浅見和正 | ホンダロックSC         | ソーマプライア                 |
| FW  | 11  | 櫻田真平 | FC岐阜セカンド         | JAPANサッカーカレッジ          |
| FW  | 18  | 木島徹也 | MIOびわこ草津          | 松本山雅FC                     |
| FW  | 20  | 浅野大地 | アルテ高崎             | バンディオンセ加古川           |
| FW  | 24  | 島袋貴男 | 国士舘大学             | 海邦銀行SC                     |
| FW  | 27  | 高畑浩二 | FC琉球                 |                                |